# Udon Thani
|  | Per a altres significats, vegeu «Udon Thani (província)». |

Udon Thani (en tailandès: อุดรธานี) és una ciutat de Tailàndia al nord del territori de l'Isaan a la província d'Udon Thani i és la capital d'aquesta. És també la segona ciutat amb més població de l'Isaan. La gent local anomenen llur ciutat simplement com a "Udon". L'àrea municipal de Udon Thani té una població de 142.670 habitants segons el cens del 2008. Udon Thani no és un lloc turístic, però hi ha alguns temples budistes notables a la ciutat. També és d'interès el museu d'Udon Thani (พิพิธภัณฑ์เมืองอุดร).

## Història
La zona d'Udon Thani està habitada des de temps prehistòrics. A Ban Chiang, 47 km a l'est de Udon Thani hi ha les excavacions més importants de llocs de l'edat del bronze a Tailàndia.
La regió al voltant d'Udon Thani fou part de l'antic Imperi Khmer. També fou dominada durant molts segles pels reis del regne Lan Xang de Laos. Al segle xvii Udon Thani fou capturada pels exèrcits birmans durant llur marxa victoriosa contra Vientiane. Finalment, el 1772, el rei Taksin va incorporar definitivament la zona d'Udon Thani al regne de Siam.
Durant la guerra del Vietnam, un dels aeroports estratègics de la Força Aèria dels Estats Units d'Amèrica era a Udon Thani. Entre 1964 i 1976 els bombarders que bombardejaven el Vietnam del Nord tenien com a base l'aeroport que es troba a la vora d'aquesta ciutat. Com a altres llocs de Tailàndia, la presència de militars americans va fer proliferar bars i hotels dedicats a la prostitució. Acabada la guerra del Vietnam els militars americans varen tornar als Estats Units. Molts d'ells havien tingut dones locals i fills que posteriorment varen abandonar.
A Udon Thani també hi havia un repetidor de la Voice of America, que té la reputació d'haver estat un dels "llocs negres" de la CIA (CIA black site). La base militar també era on hi havia el quartel general asiàtic de Air America, l'organització emmascarada com a línia aèria que feia operacions clandestines a càrrec de la CIA a Àsia. Entre les operacions de Air America en aquells temps cal mencionar concretament la "Guerra secreta" a Laos amb matances no declarades obertament que varen desestabilitzar el país.
Passada la guerra l'aeroport d'Udon va esdevenir un aeroport civil amb vols domèstics diaris. Des del Novembre del 2008 es va convertir en aeroport internacional quan Lao Airlines va començar dos vols setmanals a Luang Prabang, la segona ciutat de Laos. La pista de l'aeroport és compartida al mateix temps amb la veïna base militar de la Força Aèria de Tailàndia (RTAF).

## Galeria fotogràfica

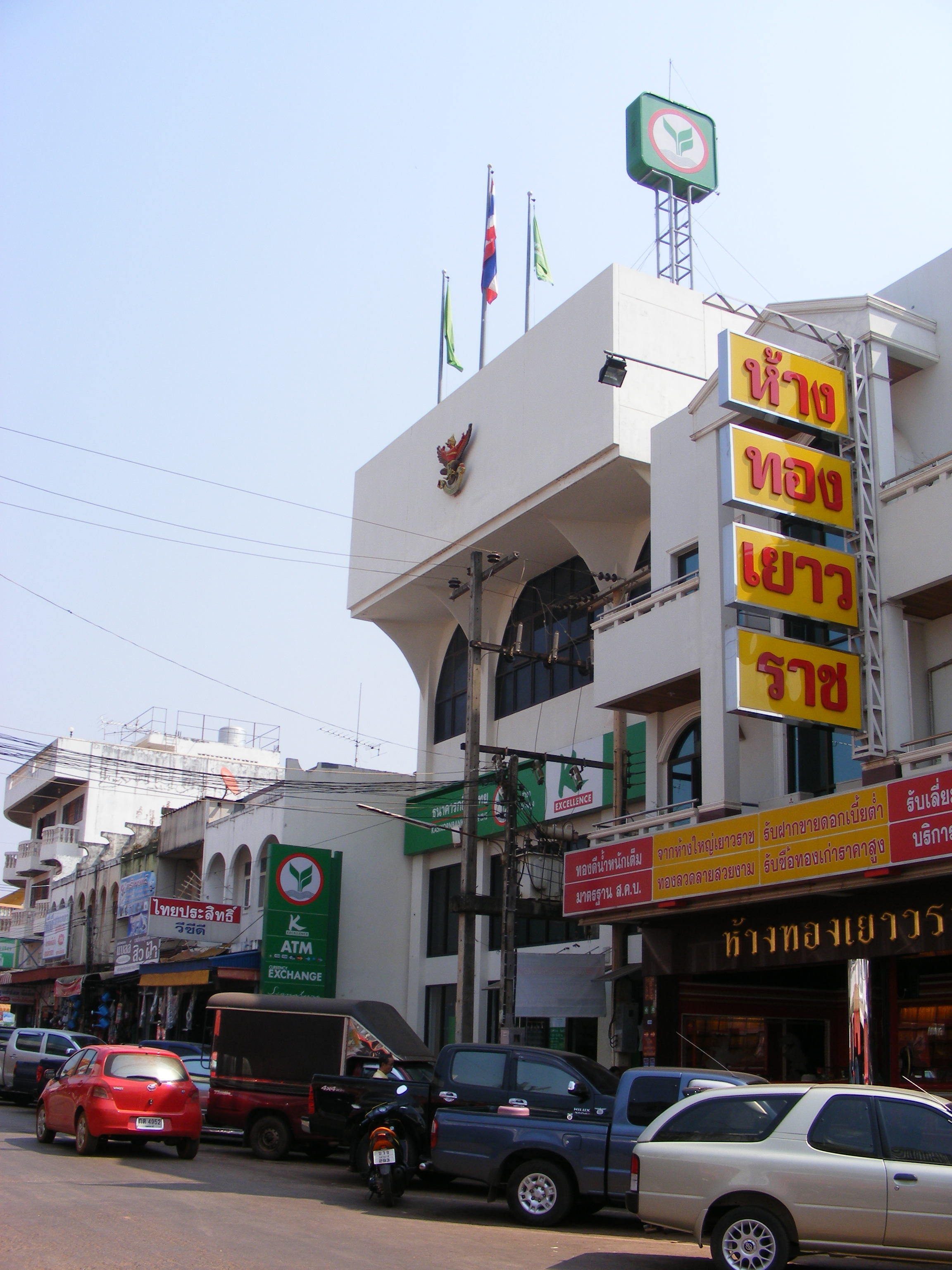
Carrer a Udon Thani.
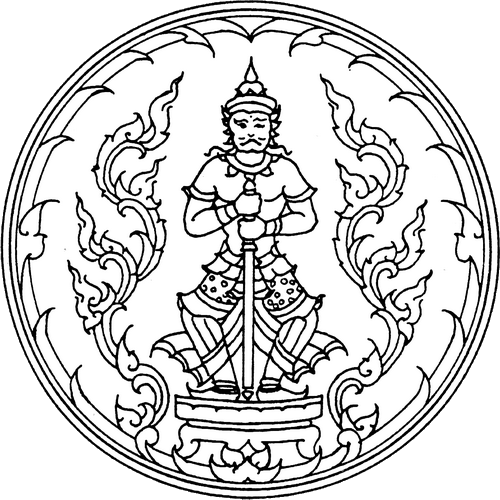
Escut municipal de Udon Thani.